# 435

435(사백삼십오)는 434보다 크고 436보다 작은 자연수다.

## 수학
- 합성수로, 그 약수는 1, 3, 5, 15, 29, 87, 145, 435다. 진약수의 합은 285이므로, 435는 부족수다.
- 52번째 쐐기수다. 앞의 쐐기수는 434, 다음 쐐기수는 438이다.
  - 13번째 홀수 쐐기수다. 앞의 홀수 쐐기수는 429, 다음은 455다.
- 29번째 삼각수다. 앞의 삼각수는 406, 다음 삼각수는 465다.
- {\displaystyle 435=5^{2}+11^{2}+17^{2}}
  - 공차가 6인 세 자연수의 제곱합으로 나타낼 수 있는 수다. 이 성질을 지닌 앞의 수는 372, 다음 수는 504다.
- {\displaystyle 59^{2}-1}은 435로 나누어떨어진다.

## 과학
- NGC 435(영어판): 고래자리 방향에 있는 중간나선은하.

## 교통

### 철도
- 수도권 전철 4호선 선바위역의 역번호.

### 도로
- 일본 435번 국도(일본어판): 야마구치현 야마구치시에서 시모노세키시까지 이어지는 일본의 국도.
- 현도 제435호선

## 군사
- U-435(영어판, 독일어판): 제2차 세계 대전에 사용된 나치 독일의 군용 잠수함.

## 문화유산
- 대한민국의 보물 제435호: 안성 봉업사지 오층석탑
- 대한민국의 사적 제435호: 부여 금강사지

## 기타
- 연도: 435년, 기원전 435년
- 미국 하원의 의원 정수는 435명이다.